# Estefanía Juan Tello
Estefanía Juan Tello (Alzira, 17 agosto 1981) è un'ex sollevatrice spagnola tre volte campionessa europea, che ha gareggiato nelle categorie dei pesi mosca, pesi gallo e pesi piuma.

## Carriera
Iniziò la carriera internazionale agli europei giovanili del 1995 di Kavala, dove conquistò la medaglia d'argento. Vinse poi due medaglie d'oro negli europei giovanili del 1996 e 1997; due argenti e un oro agli europei juniores tra il 1998 e il 2000; un oro, un argento e un bronzo ai mondiali juniores tra il 1996 e il 2000.
Da senior fu per tre volte campionessa europea, vincendo inoltre tre argenti e due bronzi, agli europei tra il 1996 e il 2007. Ai campionati mondiali partecipò per sette edizioni tra il 1998 e il 2013: i piazzamenti migliori furono il quarto posto a Lathi nel 1998, il sesto posto a Doha nel 2005 e il quinto posto a Santo Domingo nel 2006. Ai XVII Giochi del Mediterraneo di Mersina vinse un argento nei pesi gallo nello slancio, mentre agli europei del 2013 di Tirana conquistò due bronzi nello strappo e nello slancio.